# Sydney Super Dome
Acer Arena (znana także jako Sydney SuperDome) – hala sportowa w Sydney, położona na terenie tzw. parku olimpijskiego (Sydney Olimpic Park), tuż obok ANZ Stadium. Budowa rozpoczęła się w maju 1998, a ukończona została w listopadzie 1999. Hala została wzniesiona z myślą o igrzyskach olimpijskich w 2000 roku, w czasie których rozgrywano w niej zawody w gimnastyce artystycznej i skokach na trampolinie, a także mecze fazy play-off turnieju koszykarskiego. 
Pierwotna nazwa hali brzmiała Sydney SuperDome. W 2006 jej sponsorem tytularnym został tajwański koncern Acer, co wiązało się ze zmianą nazwy na obecną. Na trybunach może zasiąść 21 000 widzów, co daje obiektowi pozycję największej hali sportowo-widowiskowej w Australii.